# Miss Worcester Diner
Das Miss Worcester Diner ist ein 1948 gebauter Diner in Worcester im Bundesstaat Massachusetts der Vereinigten Staaten. Es zählt zu den sogenannten „Barrel-Roof-Dinern“, da es über ein Tonnendach verfügt, und wurde am 21. November 2003 im Rahmen der Multiple Property Submission Diners of Massachusetts MPS in das National Register of Historic Places (NRHP) eingetragen.

## Beschreibung
Das Miss Worcester Diner ist ein gut erhaltenes Beispiel eines späten, traditionellen Barrel-Roof-Diners in Massachusetts. Es wurde 1948 unter der Baunummer #812 von der Worcester Lunch Car Company hergestellt und befindet sich in einem historischen Industriegebiet in der Nähe der Gleise der Providence and Worcester Railroad. Direkt südlich gegenüber liegt das Grundstück, auf dem sich früher die Produktionsstätten der Worcester Lunch Car Company befanden. Nördlich und nordöstlich des Diners befindet sich eine Mühle aus den 1870er Jahren, in der zum Zeitpunkt der Errichtung des Diners Wollreste verarbeitet wurden.
Das Diner ruht auf einem Fundament aus Ziegelsteinen und verfügt über ein abgerundetes Tonnendach, das mit Metallplatten gedeckt ist. Die Außenwände bestehen aus blassgelber Email mit Akzenten in Hellblau. An den schmalen Seiten befinden sich die beiden Eingänge, zu denen Treppenstufen hinauf führen. An der Rückseite befindet sich ein ca. 1948 errichteter, einstöckiger Anbau aus Beton, in dem die Küche untergebracht ist.
Im Inneren erstreckt sich über die gesamte Länge eine Marmortheke, die über vierzehn mit roten Email-Elementen verzierten Barhocker verfügt. An der Südwand befinden sich insgesamt fünf Tischnischen aus mit Laminat bezogenen Sperrholz. Im Unterschied zur gelb/blauen Außengestaltung dominieren im Inneren die farben Dunkelrot, Creme und Braun, zudem gibt es Zierelemente aus Stahl und Holz.

## Historische Bedeutung
Das Miss Worcester Diner ist ein gut erhaltenes Nachkriegsbeispiel für den seit den 1920er Jahren von der Worcester Lunch Car Company in Handarbeit hergestellten Typ des Barrel-Roof-Diners. Aufgrund seiner Position direkt gegenüber dem ehemaligen, bis 1961 aktiven Produktionsstandort diente es als Demonstrator und Anschauungsmodell für zukünftige Kunden des Herstellers und war lange Zeit das Vorzeige-Diner der Stadt.
Es wurde als Baunummer #812 für Dino Sotiropoulos gebaut und am 14. Juni 1948 ausgeliefert. Es wurde an dem noch heute aktuellen Standort aufgestellt, wo zuvor bereits mindestens ein anderer Diner gestanden hatte. Dieser wurde 1939 von Fred Gramm unter dem Namen Carroll’s Diner betrieben und ab 1940 von John P. Holden als Star Diner fortgeführt. Mitte der 1940er Jahre übernahm George L. C. Bianchi das Diner, der zugleich Manager der Bianchi Tile & Marble Company war. 1949 gab er das Diner an Dino Sotiropoulos weiter, der es in diesem Jahr durch einen Neubau ersetzte und in Miss Worcester Diner umbenannte.
1951 waren Dino Soteropoulos, Theo C. Soter und Andrew T. Soter als Betreiber eingetragen; es wird vermutet, dass „Soter“ die aus sprachlichen Gründen vorgenommene Verkürzung von „Soteropoulos“ ist und die drei Inhaber miteinander verwandt waren. Sie betrieben das Diner gemeinsam bis 1963, als der aus Webster stammende Costa Mitro das Diner kaufte. Von 1968 bis 1985 betrieb es George Army, der zugleich Präsident des Unternehmens Miss Worcester Inc. war. Einige Jahre betrieb Tina Budzinski, ehemalige Kellnerin im nahegelegenen Corner Lunch und im Miss Worcester, das Diner, bis es Anfang der 2000er Jahre von Frank Riggeri übernommen wurde.